# Mihael Paleolog (sin Ivana V.)
Mihael Paleolog (grčki: Μιχαήλ Παλαιολόγος, umro 1376./77.) bio je sin bizantskog cara Ivana V. Paleologa (vladao 1341. – 1391.), upravitelja Mesembrije i pretendenta na mjesto trapezuntskog cara.
O Mihaelovu se životu malo zna. Rođen je nešto nakon 1351. godine, kao treći ili četvrti sin Ivana V. i njegove supruge Helene Kantakuzen. Bio je oženjen bugarskom princezom, kćeri Dobrotitse, a nepoznatog dana imenovan je despotom.
Godine 1366., Mihael je pratio oca u posjet Budimu, glavnom gradu Kraljevine Ugarske, gdje je tražio pomoć protiv Osmanlija. Do oko 1371. bio je guverner luke Mesembrije na crnomorskoj obali Tracije. U studenom 1373. otplovio je do Trabzona, gdje je pokušao svrgnuti trapezuntskog cara, Aleksija III. Njegova je flota od tri broda pet dana bila usidrena ispred gradske luke, na kraju je odustao i otplovio. Ubio ga je 1376. ili 1377. njegov šogor Terter.